# El Oro
|  | Per a altres significats, vegeu «El Oro (municipi de Mèxic)». |

El Oro és una de les 22 províncies de l'Equador, situada a la part més meridional de la costa pacífica i fronterera amb el Perú. La seva capital és Machala. És una de les zones exportadores de plàtans més important del món. Cal destacar les extensions de manglar de la costa i el centre turístic de l'illa de Jambelí i l'illa de Santa Clara, refugi d'aus migratòries, així com el bosc petrificat de Puyango. La província consta de 14 cantons (capital entre parèntesis):
- Arenillas (Arenillas)
- Atahualpa (Paccha)
- Balsas (Balsas)
- Chilla (Chilla)
- El Guabo (El Guabo)
- Huaquillas (Huaquillas)
- Las Lajas (La Victoria)
- Machala (Machala)
- Marcabelí (Marcabelí)
- Pasaje (Pasaje)
- Piñas (Piñas)
- Portovelo (Portovelo)
- Santa Rosa (Santa Rosa)
- Zaruma (Zaruma)

REFERÈNCIA
1. Mundo Machala.
2. ↑ https://web.archive.org/web/20131107080737/http://www.eqguia.com/provinciasciudades.php?provincia=7&ciudad=37
3. ↑ http://www.mundomachala.com/pages/datos/historia.htm
4. ↑ http://www.eluniverso.com/2007/05/09/0001/18/D9BFEF18AF81486EB5348745A3A6B588.html

La enciclopedia del estudiante - 20 Historia y Geografía del Ecuador - Editorial Santillana - Primera edición 2006
5. "Provincia de El Oro Arxivat 2014-07-25 a Wayback Machine.". 2012-01-22.
6.Villalba, Juan. "Human Development Index in Ecuador". Scribd (in Spanish). Retrieved 2019-02-05
7. Cantons of Ecuador. Statoids.com. Retrieved 4 November 2009
8. http://www.ecuadorencifras.gob.ec/resultados/
https://web.archive.org/web/20131107080737/http://www.eqguia.com/provinciasciudades.php?provincia=7&ciud%C3%A1=37

10.https://www.domainmarket.com/buynow/mundomachala.com